# Alessandro Profumo
Alessandro Profumo (Genova, 17 febbraio 1957) è un banchiere e dirigente d'azienda italiano.
È stato presidente del Monte dei Paschi di Siena e amministratore delegato del gruppo UniCredit e Leonardo.

## Biografia
Trascorre l'infanzia a Palermo dove suo padre ingegnere nel 1955 ha fondato una piccola industria elettronica, la ELSI. Nel 1970 si trasferisce con la famiglia a Milano dove frequenta il Liceo Classico Manzoni e successivamente l'Università Bocconi.
Si sposa nel 1976 e incomincia la sua esperienza nel settore creditizio al Banco Lariano, dove lavora dal 1977 al 1987 nell'area affari e in quella esecutiva. Dopo la laurea nel 1987 in economia aziendale, lascia il settore bancario per approdare alla consulenza aziendale. Dal 1987 al 1989 è responsabile di progetti strategici per McKinsey & Company e successivamente è capo relazioni istituzionali alla Bain, Cuneo e associati (oggi Bain & Company). Nell'aprile 1991 torna nel settore assicurativo-bancario, assumendo la carica di direttore centrale per il gruppo RAS.

### Carriera in Unicredit
Nel 1994 passa al Credito Italiano, un anno dopo la sua privatizzazione, con la carica di condirettore centrale. Qui scala le posizioni di vertice: prima direttore generale (1995) e successivamente amministratore delegato (1997). Con la nascita del gruppo UniCredit (1998) assume la guida del nuovo colosso bancario e incomincia la sua politica di acquisizione di istituti di credito minori. Nel 2005 perfeziona l'integrazione con il gruppo tedesco HVB.
Nel 2003 è autore, con Giovanni Moro, del saggio sulla responsabilità sociale dell'impresa intitolato Plus valori. Nel 2004 viene insignito dal presidente Carlo Azeglio Ciampi del titolo di Cavaliere del Lavoro.
Nel 2007, con la fusione di Unicredit con Capitalia, Profumo è a capo di uno dei più grandi gruppi bancari d'Europa. Secondo Il Sole 24 Ore nel 2007 ha avuto un compenso di 9.427.000 euro (oltre ad azioni gratuite per 3,92 milioni) mentre nel 2008 ha rinunciato volontariamente ai bonus per 5,5 milioni di euro scendendo così a 3,48 milioni.

Nel mese di settembre 2010 si intensificano le indiscrezioni che parlano di alcuni membri del CdA di Unicredit che vorrebbero licenziare Profumo.
Il 21 settembre 2010, Profumo si dimette dalla carica di amministratore delegato di Unicredit al fine di evitare uno scontro tra i grandi azionisti nel CdA. L'Istituto accorda al banchiere una buonuscita di 40 milioni di euro, di cui 2 devoluti in beneficenza.
Sotto la guida di Alessandro Profumo, il Gruppo Unicredit è divenuto un player di livello europeo passando da 15.000 a oltre 162.000 dipendenti e presente in 23 Paesi.
Profumo è stato vicepresidente e membro esecutivo dell'ABI.

### Dopo Unicredit
Dal 2011 è Presidente e maggiore azionista di Appeal Strategy & Finance, società di consulenza strategica e finanziaria internazionale, fondata insieme con Isidoro Lucciola, imprenditore e banchiere d'affari molto noto nel mercato italiano.
Nel marzo 2011 Profumo viene cooptato nel consiglio di sorveglianza della banca russa Sberbank. Dal maggio 2011 fa parte del consiglio di amministrazione di Eni.

### Presidente del Monte dei Paschi di Siena
Il 18 marzo 2012 la Fondazione MPS, azionista di maggioranza della Banca Monte dei Paschi di Siena, lo ha indicato all'assemblea dei soci della banca stessa per la nomina alla carica di presidente subentrando a Giuseppe Mussari. Il 27 aprile l'assemblea dei soci lo nomina presidente della banca, fino a quando, il 24 luglio 2015, Profumo si dimette dalla carica dopo oltre tre anni passati alla guida dell'Istituto senese, con decorrenza 6 agosto 2015, data del primo CdA utile per la ratifica delle dimissioni.
Il 6 agosto 2015 Alessandro Profumo ha presieduto il suo ultimo CdA come Presidente di Banca Mps, durante il quale l'istituto di Rocca Salimbeni ha confermato il trend positivo con una semestrale in utile dopo tre anni di conti in rosso.

### Presidente di Equita SIM
Successivamente all'uscita da Banca Monte dei Paschi, Profumo rileva l'intera partecipazione del fondo JC Flower in Equita SIM, entrando nel CdA e diventandone Presidente, mentre Francesco Perilli ne rimane Amministratore Delegato. Nello stesso periodo viene anche cooptato nel CdA di ENI. Cariche che mantiene fino alla primavera 2017.

### La nomina in Leonardo
A marzo 2017, in vista dall'Assemblea dei Soci e del CdA di rinnovo del Consiglio di Amministrazione, il Tesoro propone Alessandro Profumo come Amministratore Delegato di Leonardo (ex Finmeccanica). Il 16 maggio 2017 il CdA di Leonardo lo nomina alla carica di Amministratore Delegato.
Nel corso del 2017 Profumo ha intrapreso alcune azioni (creazione di una nuova unità organizzativa dedicata alle attività commerciali, rafforzamento della rete diplomatica, un’unica funzione per la comunicazione a tutti gli stakeholder e una nuova organizzazione dedicata alle persone e all’istituzione di processi efficienti) che sono culminate nella presentazione, il 30 gennaio 2018, del nuovo Piano Industriale 2018 - 2022.
Il 9 maggio 2023 termina la sua esperienza in Leonardo passando il testimone al suo successore Roberto Cingolani.

## Inchieste giudiziarie

### Monte dei Paschi di Siena
Il 28 aprile 2018, il gup di Milano ha rinviato a giudizio Profumo e il manager Fabrizio Viola con le accuse di aggiotaggio e di falso in bilancio per la contabilizzazione a bilancio consolidato dei derivati Santorini contratto con Deutsche Bank, e di Alexandria con la giapponese Banca Nomura, nonostante la procura della Repubblica di Milano avesse chiesto il proscioglimento di entrambi il 6 aprile 2018, come già nel settembre 2016.
Il 15 ottobre 2020 il tribunale di Milano ha condannato in primo grado Profumo e Viola a sei anni di reclusione e al pagamento di una multa di 2,5 milioni di euro ciascuno. Dopo il ricorso di Profumo in appello, il processo si è concluso a dicembre del 2023 con l'assoluzione "perché il fatto non sussiste" presso il tribunale di Milano, ribaltando la sentenza di I grado .

### Vendita di sistemi militari alla Colombia
Il 6 giugno 2023 la Procura di Napoli apre un fascicolo di indagine per corruzione internazionale aggravata per la vendita di navi e aerei alla Colombia che vede indagato Profumo assieme a Massimo D'Alema. L'11 aprile 2025 il Tribunale di Napoli dispone, su richiesta della Procura, l'archiviazione per tutti gli indagati.